# Березина (Унецький район)
Березина (рос. Березина) — присілок в Унецькому районі Брянської області Російської Федерації.
Населення становить 476 осіб. Входить до складу муніципального утворення Березинське сільське поселення.

## Історія
Населений пункт розташований на території українського етнічного та культурного краю Стародубщина.
Від 2005 року входить до складу муніципального утворення Березинське сільське поселення.

## Населення
| 2005 | 2010 | 2013 |
| ---- | ---- | ---- |
| 487  | ↘476 | →476 |